# José Sá
José Pedro Malheiro de Sá vagy egyszerűen José Sá (Braga, 1993. január 17. –) portugál válogatott labdarúgó, a Wolverhampton Wanderers játékosa.
A portugál U20-as labdarúgó-válogatott tagjaként részt vett 2013-as U20-as labdarúgó-világbajnokságon, ahol a nyolcaddöntőig jutottak. Az U21-es válogatottal részt vett a 2015-ös U21-es labdarúgó-Európa-bajnokságon, ahol ezüstérmesként zártak. Bekerült a 2017-es konföderációs kupán részt vevő portugál keretbe. A 2022-es labdarúgó-világbajnokságon tagja volt a keretnek, de pályára nem lépett. 2024. május 21-én Roberto Martínez szövetségi kapitány kihirdette 26 fős Európa-bajnoki keretét, amelyben ő is szerepelt.

## Statisztika
| Válogatott | Szezon   | Mérkőzés | Gól |
| ---------- | -------- | -------- | --- |
| Portugália | 2017     | 0        | 0   |
| Összesen   | Összesen | 0        | 0   |

## Sikerei, díjai

### Klub
- Porto B
  - Portugál másodosztály: 2015–16

- Porto
  - Primeira Liga: 2017–18

- Olimbiakósz
  - Görög bajnokság: 2019–20, 2020–21
  - Görög kupa: 2019–20

### Válogatott
- Portugália
  - Konföderációs kupa–harmadik helyezés: 2017

### Egyéni
- U21-es Európa-bajnokság – Team of the tournament: 2015

## Külső hivatkozások
- José Sá adatlapja a Transfermarkt oldalon (angolul)
- José Sá adatlapja a Soccerway oldalon (angolul)
- José Sá – a FIFA adatbázisában